# 破網時刻
《破網時刻》，2018年台灣偶像劇，本劇以台灣戲劇少見的女子足球為題材，由李毓芬、林子閎、許明領銜主演，2017年10月24日於北投舉行開鏡儀式，開拍以來波折不斷，先是被爆拖欠工資，11月中因工作人員換組停拍，拍了半個月，11月底正式宣告全面喊停，並延到2018年3、4月拍攝。

## 播出時間

### 首播
| 頻道 | 所在地 | 首播日期 | 播放時間 |
| ---- | ------ | -------- | -------- |
|      | 臺灣   |          |          |

## 演員列表

### 主要演員
| 演員   | 角色   | 介紹                 |
| 林子閎 | 宋俊熙 | 男子閃電足球隊。     |
| 李毓芬 |        | 女子萌萌足球隊隊長。 |
| 許明杰 | 熊威   | 男子閃電足球隊。     |

### 其他演員
| 演員   | 角色   | 介紹 |
| 黃露瑤 | 明美   |      |
| 李星鏴 | 小花   |      |
| 吳俊諺 |        |      |
| 姚蜜   |        |      |
| 邱珮淇 |        |      |
| 紀艾希 |        |      |
| 吳函峮 |        |      |
| 廖曉安 |        |      |
| 鄭奇光 |        |      |
| 吳澤煒 |        |      |
| 黃皮皮 |        |      |
| 楊震震 | 王仲基 |      |
| 紐士晨 |        |      |
| 盧尚恩 |        |      |
| 郭子乾 |        |      |
| 王中平 |        |      |
| 汪建民 |        |      |
| 陳博正 |        |      |
| 楊少文 |        |      |

## 事件
本劇拍攝過程一直爆出財務困難問題，2017年11月有服裝師Penny指控拖欠工資並嚴重超時工作，製作人顏朝山否認，表示只是「雙方認知不同」，而12月後要付第二筆款項，李毓芬經紀公司也證實拖延並未收到，並表示沒有收到就不會繼續拍攝，不只演員，許多工作人員工資也收到影響。而製作人顏朝山則失聯。
最初開鏡時豪華的記者會和派對在資深影人盧美惠300坪別墅舉行，宣布耗資5億打造「學者文創影視基地」，但數月後劇組說讓工作人員省去市區到北投往返時間，讓劇組住在影視基地，但其實常常工作超時，每天只能睡3 小時，宿舍沒有熱水，只能洗冷水。媒體採訪結果發現直到12月所有劇組人員尚未拿到一毛薪資，並多次以公司大小章沒帶等理由不予眾人簽署工作合約，卻要求所有人先上工。

## 外部連結
- 立吉聖娛樂事業官網 （页面存档备份，存于）